# Połujanowo (obwód smoleński)
Połujanowo (ros. Полуяново) – wieś (ros. деревня, trb. dieriewnia) w zachodniej Rosji, w osiedlu wiejskim Titowszczinskoje rejonu diemidowskiego w obwodzie smoleńskim.

## Geografia
Miejscowość położona jest przy drodze regionalnej 66K-30 (Diemidow / 66K-11 – Ponizowje – Zaozierje / 66K-28), 11,5 km od drogi regionalnej 66K-11 (R120 / Olsza – Diemidow – Wieliż – granica z obwodem pskowskim), 14,5 km od centrum administracyjnego osiedla wiejskiego (Titowszczina), 15,5 km od centrum administracyjnego rejonu (Diemidow), 74,5 km od stolicy obwodu (Smoleńsk), 23,5 km od granicy z Białorusią.
W granicach miejscowości znajduje się ulica Kołchoznaja (17 posesji).

## Demografia
W 2010 r. miejscowość zamieszkiwało 13 osób.

## Historia
W czasie II wojny światowej od lipca 1941 roku dieriewnia była okupowana przez hitlerowców. Wyzwolenie nastąpiło we wrześniu 1943 roku.
Na mocy uchwały z dnia 28 maja 2015 roku wszystkie miejscowości zlikwidowanej jednostki administracyjnej Połujanowskoje (w tym Połujanowo – siedziba tejże) weszły w skład osiedla wiejskiego Titowszczinskoje.